# Alpartir
Alpartir è un comune spagnolo di 609 abitanti situato nella comunità autonoma dell'Aragona.